# Eparchia di Toronto degli Ucraini
L'eparchia di Toronto degli Ucraini (in latino: Eparchia Torontina Ucrainorum) è una sede della Chiesa greco-cattolica ucraina in Canada suffraganea dell'arcieparchia di Winnipeg. Nel 2022 contava 22.000 battezzati. È retta dall'eparca Bryan Joseph Bayda, C.SS.R.

## Territorio
L'eparchia comprende i fedeli della Chiesa greco-cattolica ucraina nelle province canadesi dell'Ontario, del Québec, di Terranova e Labrador e dell'Isola del Principe Edoardo.
Sede eparchiale è la città di Toronto, dove si trova la cattedrale di San Giosafat.
Il territorio è suddiviso in 56 parrocchie.

## Storia
L'esarcato apostolico del Canada orientale fu eretto il 3 marzo 1948 con la bolla Omnium cuiusvis ritus di papa Pio XII, ricavandone il territorio dall'esarcato apostolico del Canada, che contestualmente assunse il nome di esarcato apostolico del Canada centrale ed è oggi l'arcieparchia di Winnipeg.
Il 10 marzo 1951 cambiò nome a favore di esarcato apostolico di Toronto.
Il 3 novembre 1956 l'esarcato è stato elevato ad eparchia con la bolla Hanc Apostolicam dello stesso papa Pio XII.

## Cronotassi dei vescovi
Si omettono i periodi di sede vacante non superiori ai 2 anni o non storicamente accertati.
- Isidore Borecky † (3 marzo 1948 - 16 giugno 1998 ritirato)
- Cornelius John Pasichny, O.S.B.M. † (1º luglio 1998 - 3 maggio 2003 ritirato)
- Stephen Victor Chmilar † (3 maggio 2003 - 9 novembre 2019 dimesso)
  - Sede vacante (2019-2022)
- Bryan Joseph Bayda, C.SS.R., dal 28 aprile 2022[1]

## Statistiche
L'eparchia nel 2022 contava 22.000 battezzati.
| anno | popolazione | popolazione | popolazione | presbiteri | presbiteri | presbiteri | presbiteri                | diaconi | religiosi | religiosi | parrocchie |
| anno | battezzati  | totale      | %           | numero     | secolari   | regolari   | battezzati per presbitero | diaconi | uomini    | donne     | parrocchie |
| ---- | ----------- | ----------- | ----------- | ---------- | ---------- | ---------- | ------------------------- | ------- | --------- | --------- | ---------- |
| 1950 | 56.000      | ?           | ?           | 63         | 44         | 19         | 888                       |         | 44        | 40        | 40         |
| 1966 | 70.000      | 13.293.000  | 0,5         | 108        | 73         | 35         | 648                       |         | 48        | 75        | 66         |
| 1968 | 55.000      | ?           | ?           | 92         | 60         | 32         | 597                       | 1       | 69        | 75        | 56         |
| 1976 | 83.200      | ?           | ?           | 91         | 69         | 22         | 914                       | 6       | 42        | 40        | 70         |
| 1980 | 83.200      | ?           | ?           | 90         | 72         | 18         | 924                       | 11      | 29        | 31        | 74         |
| 1990 | 83.000      | ?           | ?           | 92         | 75         | 17         | 902                       | 18      | 29        | 42        | 75         |
| 1999 | 83.200      | ?           | ?           | 100        | 85         | 15         | 832                       | 20      | 17        | 36        | 77         |
| 2000 | 41.010      | ?           | ?           | 103        | 88         | 15         | 398                       | 21      | 17        | 36        | 78         |
| 2001 | 41.010      | ?           | ?           | 100        | 85         | 15         | 410                       | 20      | 17        | 36        | 78         |
| 2002 | 41.010      | ?           | ?           | 95         | 80         | 15         | 431                       | 17      | 16        | 36        | 78         |
| 2003 | 41.010      | ?           | ?           | 96         | 81         | 15         | 427                       | 17      | 16        | 36        | 78         |
| 2004 | 36.910      | ?           | ?           | 96         | 81         | 15         | 384                       | 19      | 15        | 36        | 75         |
| 2009 | 36.910      | ?           | ?           | 96         | 81         | 15         | 384                       | 18      | 16        | 35        | 68         |
| 2010 | 36.910      | ?           | ?           | 99         | 84         | 15         | 372                       | 19      | 16        | 35        | 65         |
| 2014 | 24.200      | ?           | ?           | 95         | 89         | 6          | 254                       | 18      | 6         | 18        | 56         |
| 2017 | 23.700      | ?           | ?           | 62         | 62         |            | 382                       | 20      | 1         | 18        | 57         |
| 2020 | 22.900      | ?           | ?           | 73         | 71         | 2          | 313                       | 18      | 2         | 16        | 53         |
| 2022 | 22.000      | ?           | ?           | 69         | 67         | 2          | 318                       | 17      | 2         | 15        | 56         |